# Primidone
Il primidone è un farmaco antiepilettico e anticonvulsivante appartenente alla classe chimica dei barbiturici. È commercializzato come: Mysoline, Cyral, Liskantin, Mylepsinum, Resimatil, Prysoline, Sertan.
Ha attività clinica sulle epilessie parziali e generalizzate, tuttavia, con l'avvento della carbamazepina, molto meno sedativa, l'uso del primidone si è molto ridimensionato. Dal 1980 è considerato una valida alternativa al propranololo nel trattamento del tremore essenziale.
Il primidone non è un profarmaco perché dotato, come tale, di attività farmacologica, anche se viene ossidato in un metabolita attivo maggiore che è il fenobarbital e in un metabolita attivo minore che è la feniletilmalonamide (PEMA). Il suo meccanismo d'azione non è ancor oggi ben conosciuto, ma si pensa sia legato all'inattivazione dei canali del sodio voltaggio dipendenti.

## Storia
Quella del primidone è una storia terapeutica lunga decenni e quindi strettamente legata al progresso farmacologico in neurologia.
L'efficacia antiepilettica è stata dimostrata per la prima volta dal Dr. Yule Bogue nel 1949.
L'anno successivo la ICI, oggi AstraZeneca, lo introdusse in commercio in Gran Bretagna, in Germania e, nel 1952, nei Paesi Bassi. Nello stesso anno venne dimostrato che il primidone era efficace nelle forme di epilessia non responsive alle terapie allora note, ed era anche attivo nell'epilessia generalizzata idiopatica. Fu introdotto nel 1953 in Francia e, nel 1954 da parte di Wyeth, negli Stati Uniti d'America con il nome di Mysoline.
A partire dal 1954 si iniziarono a segnalare casi di anemia megaloblastica conseguenti alla somministrazione di primidone; questi erano dovuti alla carenza di acido folico dovuti alla somiglianza strutturale di questo farmaco, insieme ad altri antiepilettici come la fenitoina e il fenobarbital, con la molecola di acido folico. La relazione tra anemia megaloblastica e carenza di acido folico era stata compresa sin dagli anni quaranta, mentre la relazione con i difetti di chiusura del tubo neurale nelle donne in età fertile sottoposte e terapia con antiepilettici fu compresa solo a partire dal 1968, quando fu evidenziato che la somministrazione di quei farmaci in donne epilettiche in gravidanza era causa di malformazioni neonatali.
Fondamentale, a tal proposito, fu la segnalazione fatta su The Lancet da parte del Dr. S. R. Prato che segnalò per primo casi labbro leporino e palatoschisi in neonati di madri sottoposte a terapia con antiepilettici; successivamente la cosa venne anche confermata in studi sugli animali.
La carbamazepina, introdotta nel 1963 in Europa, che mostrava un'efficacia pari al primidone nelle crisi generalizzate tonico-cloniche, una superiore capacità di controllare le crisi parziali e una minore sedazione, finì per soppiantare quasi del tutto l'uso del primidone. Nel 1974 la carbamazepina fu introdotta negli Stati Uniti con gli stessi risultati.
Intorno agli anni novanta il primidone, insieme al fenobarbital, era diventato un farmaco di seconda scelta nell'epilessia parziale con o senza crisi generalizzate tonico-cloniche secondarie. La fenitoina era preferita al primidone per la sua più lunga emivita e per il basso costo, mentre la carbamazepina era preferita nei bambini per il migliore profilo di tollerabilità.
Con la successiva commercializzazione di zonisamide, felbamato, gabapentin, lamotrigina e vigabatrin il ruolo del primidone nella terapia delle epilessie si è ridotto ulteriormente, al punto da essere relegato al trattamento delle forme resistenti ad altre terapie, nei casi in cui il trattamento chirurgico non è indicato.
Oggi viene utilizzato prevalentemente nei soggetti anziani che lo hanno assunto, con successo, per anni e nei paesi in via di sviluppo.

### In Italia
Il primidone è stato introdotto, per la prima volta in Italia, nel 1970 ed è attualmente commercializzato dal Laboratorio Farmaceutico S.I.T. con il nome: Mysoline.

## Caratteristiche strutturali e fisiche
La struttura chimica del primidone è diversa dal fenobarbital per la sostituzione in posizione del C2 del gruppo carbonile (>C = O) con il gruppo metdiilico (-CH2-). Questa modificazione chimica della molecola ha portato a un prodotto con forte effetto anti-convulsivante e minore sedazione.

## Sintesi del composto
La prima sintesi del composto è stata fatta nei laboratori ICI; con i brevetti originali che sono:
- Boon et al., Brit. pat. 666,027 (1952 to I.C.I.).
- US 2 578 847 (ICI; 1951 ; GB-prior. 1949).
- DE 843 413 (ICI; appl. 1950; GB-prior. 1949).

La sintesi prevede una reazione di condensazione tra: etilfenil-nalandiamide + formamide.

## Reattività e caratteristiche chimiche
Il primidone si presenta come una polvere bianca cristallina; è praticamente insolubile in acqua (1/2000), poco solubile in alcool (1/200), mentre è solubile in soluzioni alcaline.

## Farmacocinetica

### Assorbimento
Il primidone è rapidamente e completamente assorbito nel tratto gastrointestinale con un picco ematico raggiunto in circa 3 ore; mostra un'emivita di circa 10-15 ore, minore rispetto a quella dei due metaboliti, mentre lo stato stazionario viene raggiunto nel giro di 1-2 giorni.
L'emivita nei soggetti anziani con più di 75 anni aumenta, probabilmente, a causa di deficit metabolici. L'emivita nei neonati è più lunga di quella nei bambini/adulti probabilmente per un più ampio volume apparente di distribuzione e per una minore capacità metabolica di questi soggetti.

### Distribuzione
Il volume di distribuzione è pari a 0.8 Vd L/kgb, mentre le concentrazioni plasmatiche di primidone sono comprese tra 5 e 12 mcgr/mL; esso viene rapidamente distribuito nei tessuti e mostra un parziale legame sieroproteico pari al 19%; il range terapeutico oscilla tra: 23–55 mg/mL. Il primidone attraversa la barriera emato-encefalica e la barriera placentare e si distribuisce, inoltre, nel latte materno.

### Metabolismo

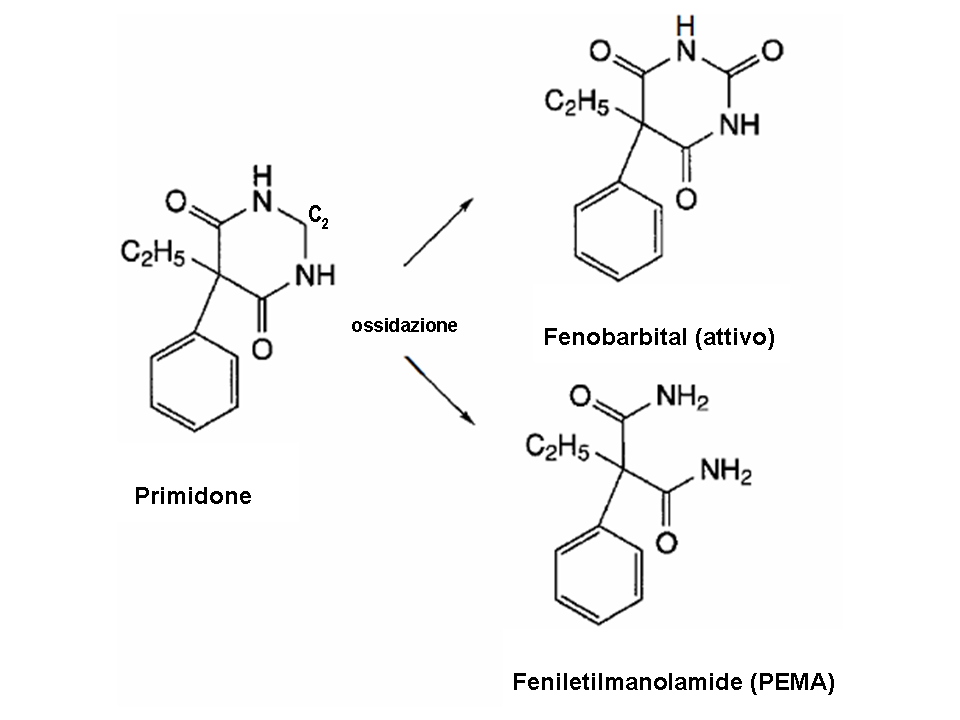
Metaboliti del primidone

Possiede 2 metaboliti attivi principali, il feniletilmalonamide (PEMA)  e il fenobarbital, e un metabolita minore, il p-idrossiprimidone, tuttavia il primidone non può essere considerato un profarmaco perché è dotato di attività farmacologica intrinseca. Esso è sottoposto a 2 principali metabolismi:
- ossidazione in C2 con formazione di fenobarbital,
- clivaggio dell'anello in C2 con formazione di feniletilmalonamide (PEMA).

Non si conosce ancora quale isoforma del citocromo P 450 sia coinvolto nel suo metabolismo. Insieme a carbamazepina, fenobarbital e fenitoina, il primidone è un potente induttore enzimatico già alle dosi terapeutiche; esso induce le isoforme CYP3A4 e CYP1A2. Il suo metabolita principale è il fenobarbital che è, invece, un substrato per: CYP2C9, CYP2B6, CYP2C8, CYP2C19, CYP2A6, CYP3A5, CYP1E1, e CYP2E.
Il metabolismo è inversamente correlato all'età dei soggetti; non è tuttavia noto il significato clinico di questo dato. La percentuale di primidone metabolizzata a fenobarbital oscilla, secondo gli autori, tra il 15% e il 25 %.

### Eliminazione
Viene escreto con le urine, in forma non modificata, per il 40%.

## Farmacodinamica
L'esatto meccanismo d'azione anticonvulsivante primidone, dopo oltre cinquant'anni d'uso, è ancora sconosciuto. Si pensa interagisca con i canali del sodio voltaggio-dipendenti che inibiscono l'attivazione ripetitiva dei potenziali d'azione ad alta frequenza. Inoltre mostra attività di tipo agonista sui recettori GABA legandosi alla subunità alfa di questi.
L'effetto del primidone nel tremore essenziale non è mediato dal metabolita attivo PEMA.

## Usi clinici
Il primidone, similmente al suo metabolita fenobarbital, è indicato nel trattamento delle epilessie:
- tonico-clonica generalizzata primaria (tipo grande male),
- parziale,
- generalizzata secondaria
- psicomotoria.

L'elevata efficacia del primidone in queste forme è stata clinicamente documentata anche in pazienti resistenti ad altre terapie, affetti da forme idiopatiche, post-traumatiche, associate a chiari segni di lesione cerebrale o con modificazioni specifiche del tracciato EEG. Il primidone può anche essere utilizzato nella terapia delle crisi focali o Jacksoniane, delle crisi miocloniche e di quelle acinetiche.
Tuttavia, per via la sedazione che determina, è generalmente usato nei casi resistenti ad altri antiepilettici. La sedazione sembra dovuta alla molecola madre e non al metabolita fenobarbital; questa, dopo giorni o settimane, tende a diminuire per fenomeni di tolleranza. La sedazione, contraddicendo in parte quanto noto, si presenta con queste percentuali di incidenza tra i seguenti antiepilettici:
- 70% con fenobarbital,
- 42% con carbamazepina e valproato,
- 33% con fenitoina e primidone,
- 15–27% con topiramato,
- 5–10% con gabapentin, lamotrigina, vigabatrin e zonisamide.

### Indicazioni approvate

#### Epilessia
Il primidone è considerato dal punto di vista terapeutico una molecola di III scelta, insieme a lamotrigina e fenobarbital, nelle epilessie tonico-clonica generalizzata primaria (grande male), nella parziale e in quella generalizzata secondaria. In Gran Bretagna è commercializzato e utilizzato nelle crisi generalizzate tonico-cloniche e parziale complessa; negli Stati Uniti, esso ha un utilizzo approvato, come terapia aggiuntiva in combinazione con altri farmaci e in monoterapia, nelle crisi generalizzate tonico-cloniche semplici, nelle crisi parziali, negli attacchi parziali complessi e nelle crisi miocloniche.
Nell'epilessia mioclonica giovanile (JME) è considerato come una terapia di seconda scelta, da usarsi quando il valproato e/o la lamotrigina non sono sufficienti.
Diversi studi in aperto hanno suggerito l'efficacia del primidone nel trattamento dell'epilessia.

#### Studi di confronto con altri antiepilettici
Il primidone è stato confrontato sia con la carbamazepina, sia con la fenitoina,, sia con il fenobarbital.

##### Rispetto alla carbamazepina
Rispetto alla carbamazepina, il primidone ha dimostrato di essere altrettanto efficace nel controllare le crisi generalizzate tonico-cloniche, ma meno efficace nel controllare attacchi epilettici parziali. Ha inoltre meno probabilità di causare effetti indesiderati, ma causa più facilmente effetti collaterali gravi che richiedono la sospensione del trattamento. Dimezza, inoltre, la probabilità di ridurre convulsioni in pazienti che sono candidati alla chirurgia. Ha maggiori probabilità di causare disturbi depressivi ed è significativamente più probabile che causi effetti collaterali intollerabili. Causa con maggiore probabilità disfunzione erettile e diminuzione della libido e determina, inoltre, maggiori effetti negativi sulle prestazioni motorie, sull'attenzione e sulla concentrazione.

##### Rispetto alla fenitoina
Negli studi di confronto nell'adulto con la fenitoina, il primidone determina una maggiore incidenza di effetti collaterali intollerabili, di riduzione della libido e di impotenza sessuale. Permette un controllo analogo, rispetto alla fenitoina, delle crisi tonico-clonichee e ha maggiori probabilità di causare nausea, vomito, vertigini e sedazione. Ha, infine, una probabilità doppia di essere efficace nel controllare attacchi epilettici nei candidati al trattamento chirurgico dell'epilessia.

##### Rispetto al fenobarbital
Primidone e fenobarbital presentano un'efficacia simile nel trattamento del primo episodio convulsivo, tuttavia il primidone si dimostra più efficace nell'alzare la soglia di insorgenza di scosse tonico cloniche. I due farmaci risultano simili nel controllo della sintomatologia epilettica, tuttavia il fenobarbital è molto più tossico del primidone in corso di sovradosaggio.

#### Epilessia neonatale
Il primidone è stato studiato negli anni '90 per la terapia delle epilessie neonatali. Una review del 1995 condotta su 119 studi precedentemente pubblicati sul trattamento in soggetti neonati sottolinea l'assenza di formazione dei due metaboliti del primidone, fenobarbital e PEMA, per il noto deficit enzimatico dei pazienti nei primi giorni di vita.

### Off-label

#### Tremore essenziale
Il trattamento del tremore essenziale non influenza il decorso della patologia, pertanto esso è giustificato solo quando i sintomi interferiscono con le funzioni del soggetto.
Il trattamento di prima linea prevede un betabloccante non cardioselettivo come il propranololo ≤320 mg/die, oppure il primidone ad una dose d'attacco di 25-62,5 mg/die aumentabile fino ad un massimo di 500–750 mg/die. Questi farmaci però non garantiscono un adeguato controllo dei sintomi nel 30% dei casi. Gli effetti collaterali sono segnalati solo all'inizio della terapia, mentre l'efficacia sembra diminuire nel tempo per fenomeni di tolleranza. Questo dato però è confermato solo in una piccola ricerca condotta su pochi soggetti, tanto che uno studio successivo ha mostrato che la dose più bassa di 250 mg/die è efficace come la dose più alta di 750 mg/die, senza perdere efficacia nei 12 mesi successivi.
Il primidone, anche in Italia, è ritenuto un'opzione terapeutica nel tremore essenziale, mentre nella variante ortostatica del tremore essenziale, il primidone, così come altre opzioni farmacologiche, non garantisce risultati soddisfacenti.
Il primidone non è il solo anticonvulsivante usato per il tremore essenziale. Gli altri farmaci sono: il clonazepam, il topiramato e il gabapentin. Altri agenti farmacologici minori comprendono l'alprazolam, l'atenololo, il sotalolo, il nadololo, la clozapina, la nimodipina e la tossina botulinica di tipo A. Tuttavia va sottolineato che solo il propranololo è stato confrontato al primidone in uno studio clinico.

#### Apnea neonatale
Il primidone è stato studiato, in casi di apnea neonatale resistenti alla teofillina, in 3 studi mostrando un possibile ruolo come adiuvante nel prevenire l'apnea.

#### Sindrome del QT lungo
Gli studi che esaminano la capacità del primiridone di controllare allungamento del tratto QT sono al maggio del 2012 solo 6. Il primo studio pubblicato nel 1980 è di tipo case report e documenta l'efficacia di primidone nel ridurre l'allungamento del tratto QT in tre casi di familiari consanguinei. Il secondo studio originale pubblicato si riferisce a 4 casi in Cina, mentre un terzo studio si riferisce ad un soggetto con ipercalcemia e conseguente prolungamento del tratto QT, controllata grazie al primidone. Successivamente due pubblicazioni greche, entrambe del 2006, dimostrano l'utilità del primidone nella terapia del prolungamento del tratto QT.
I pochi dati prodotti in letteratura non consentono di trarre conclusioni definitive circa l'uso del farmaco in questa particolare condizione clinica.

#### Disturbi psichiatrici
Nel 1965, Monroe e Wise usarono il primidone con un antipsicotico derivato fenotiazinico e con il clordiazepossido in casi di psicosi resistente ai comuni trattamenti; dieci anni dopo sempre Monroe pubblicò i risultati di una meta-analisi di due studi clinici controllati su persone con manifestazioni psicotiche di aggressività non controllate con i comuni antipsicotici, in assenza di alterazioni elettroencefalografiche, documentando un miglioramento della sintomatologia psicotica.
Nel marzo 1993, Hayes, della University of Southern California School of Medicine, ha riferito che 9 delle 27 persone (33%) o con depressione resistente al trattamento, o con resistenza al trattamento nel disturbo bipolare, hanno avuto una risposta positiva e duratura al primidone. Va notato che una pluralità di soggetti è stato dato anche metilfenobarbital in aggiunta o al posto di primidone. Cinque mesi dopo, Brown, Stone e Rathbone hanno pubblicato un rapporto dal titolo: "Primidone and rapid cycling affective disorders". Essi descrivono il caso di una donna di 62 anni che aveva un disturbo bipolare a cicli rapidi iniziato nel 1978. La terapia con litio è stata iniziata due anni dopo l'esordio ed è stata capace questa di eliminare le oscillazioni maniacali, lasciando tuttavia inalterato lo stato depressivo. Tra il 1980 e il 1989, la paziente aveva dai sei ai dieci episodi l'anno, ciascuno della durata 11-24 giorni, che la lasciava in stato depressivo resistente a tutti gli antidepressivi. All'età di cinquantotto anni, ha iniziato una terapia con 125 mg/die il primidone per un tremore alla mano. La sua depressione, resistente a tutti gli antidepressivi provati, gradualmente migliorava con il primidone. L'atteso episodio depressivo durava tre giorni invece dei soliti 13-17. Otto settimane dopo l'inizio della terapia con primidone, ha avuto un episodio della durata di ventotto giorni. I suoi ultimi due episodi si sono manifestati a diciannove settimane di distanza, della durata di 25 e ventisette giorni, rispettivamente. È stato durante l'episodio finale, nel mezzo del 1990, che la sua dose di primidone si è stabilizzata a 500 mg/die. Non si sono manifestati episodi depressivi per i due anni e mezzo successivi, prima che la relazione causa ed effetto con il farmaco venisse pubblicata.
Nel 1999, Linda C. Schaffer, Charles B. Schaffer, e J. Caretto hanno condotto uno studio di follow-up su casi analoghi, mostrando un impatto positivo solo sull'insonnia, sui sintomi maniacali e soprattutto sull'ansia, mentre Barrios, nel 2001, conferma come nei disturbi bipolari a cicli rapidi vi è una scarsità per numero e qualità di documenti scientifici che riguardino l'uso dei vari antiepilettici, tra i quali il primidone.
Arbaizar nel 2008 suggerisce un possibile ruolo del primidone nella gestione dei tremori posturali indotti dai farmaci psichiatrici, quando già Gelenberg, nel 1995, aveva ipotizzato l'uso del primidone nel tremore da litio. Bruun, nel 1988, riporta una casistica sull'impiego del primidone nella sindrome di Tourette.

#### Altro
A differenza della carbamazepina, ci sono pochi case report che citano l'uso di primidone nel trattamento della nevralgia del trigemino. Gli studi pubblicati sono molto vecchi e riportano risultati deludenti. Un altro studio dai risultati poco incoraggianti, ha riguardato l'uso del primidone nelle atetosi nei pazienti pediatrici. Il primidone è stato inoltre utilizzato anche nella paralisi cerebrale mostrando risultati nell'atetosi e nella rigidità.
Il primidone viene utilizzaro in veterinaria nella prevenzione del comportamento aggressivo e del cannibalismo dei maiali e nel trattamento dei disturbi nervosi di cani e altri animali.

## Tossicologia
La LD50 del primidone è di 280 mg/kg (topo per os) e 1500 mg/kg (ratto per os).

## Controindicazioni
Il primidone è controindicato nei pazienti che presentano ipersensibilità o reazioni allergiche verso il prodotto e verso i barbiturici in genere e nei pazienti affetti da porfiria.

## Effetti collaterali
I pazienti possono presentare sonnolenza, irritabilità, disattenzione. Sono segnalati sintomi di tipo neurotossico solitamente transitori anche quando intensi: nausea e vomito, vertigini, cefalea, nistagmo, disturbi visivi. La sonnolenza, l'apatia, l'atassia, i disturbi visivi, il nistagmo, la cefalea e le vertigini sono gli effetti indesiderati più comuni e si verificano in oltre l'1% dei pazienti.
Raramente si segnalano: artralgia e disturbi della personalità, comprese le reazioni psicotiche, edema agli arti inferiori, sete, poliuria e riduzione di libido e potenza sessuale. Solo eccezionalmente si segnalano casi di anemia megaroblastica, anemia aplastica e agranulocitosi.
Il primidone può inoltre influenzare il metabolismo della vitamina D, il che può predisporre allo sviluppo di disturbi ossei, qualora non si effettui una adeguata profilassi. Viene segnalata, infine, la possibile induzione di cristalluria nel sedimento urinario durante la somministrazione di primidone.

### Contrattura di Dupuytren

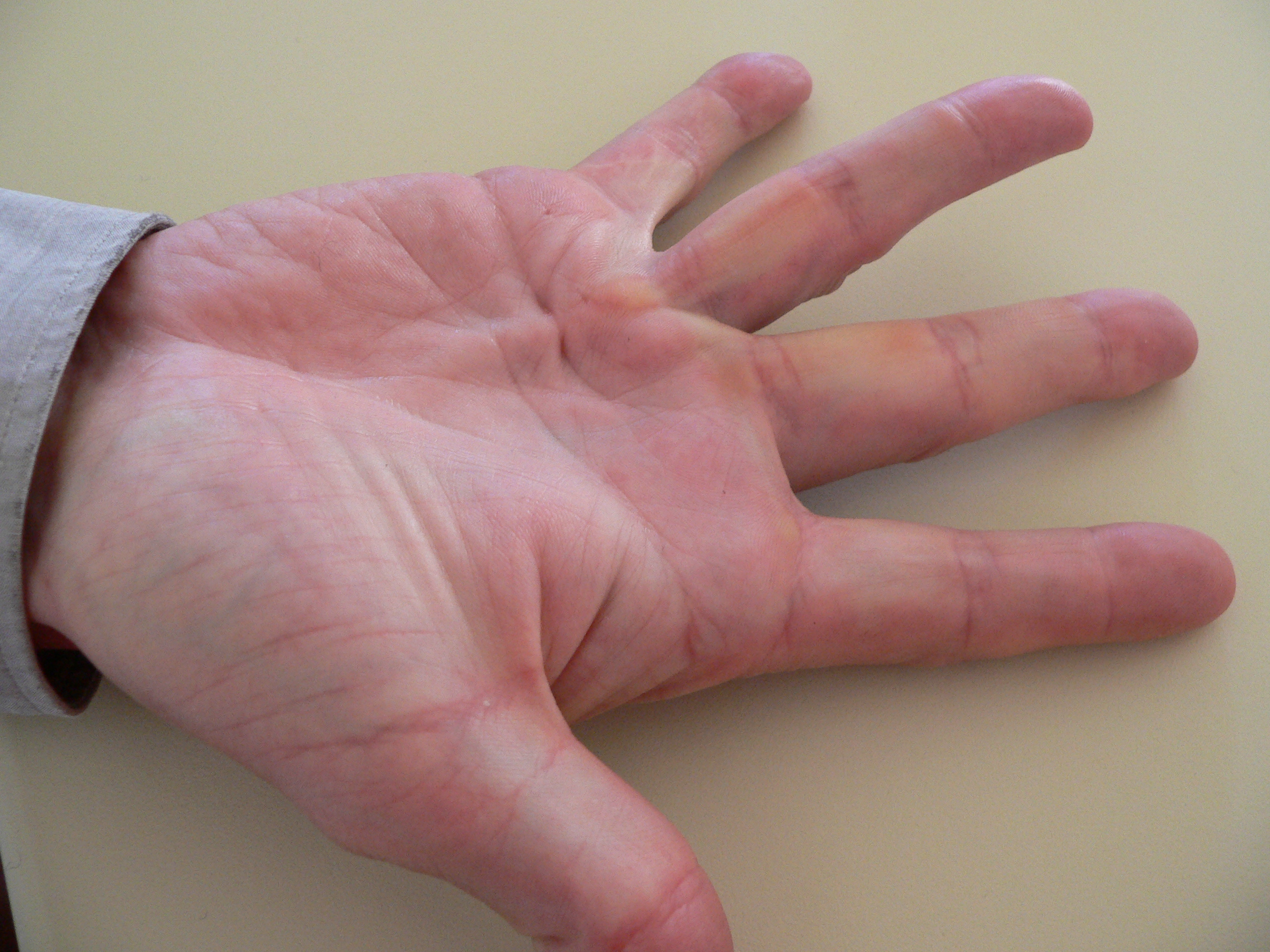
Contrattura di Dupuytren a livello del dito anulare

La contrattura di Dupuytren, una malattia delle fasce nel palmo della mano e delle dita, comporta una piegatura definitiva delle dita, di solito mignolo e anulare, verso il palmo. Questa patologia fu descritta come altamente prevalente nelle persone con epilessia per la prima volta nel 1941 dal dottor Lund, quattordici anni prima che il primidone fosse immesso sul mercato. Lund osservò che la contrattura di Dupuytren era altrettanto prevalente sia in individui con epilessia idiopatica che sintomatica e che la gravità della epilessia non aveva importanza. Il rapporto tra maschi e femmine era di tre a uno.
Trentacinque anni dopo, Critcheley riportò una correlazione tra il tempo di insorgenza dell'epilessia e la sua possibilità di contrarre la contrattura di Dupuytren nei pazienti epilettici. Si sospettò che ciò fosse dovuto alla terapia con fenobarbital e che il fenobarbital fosse uno stimolante di fattori di crescita tissutali periferici.
La contrattura di Dupuytren è quasi esclusiva dei soggetti caucasici, in particolare quelli di origine vichinga. I tassi più elevati sono segnalati, infatti, nel nord della Scozia, Norvegia, Islanda e Australia. È stata anche associata ad alcolismo, fumo accanito, diabete mellito, traumi fisici, tubercolosi e HIV. Le persone con artrite reumatoide hanno meno probabilità di soffrirne e anche i soggetti gottosi grazie all'uso dell'allopurinolo.
Gli anticonvulsivanti non sembrano aumentare l'incidenza di contrattura di Dupuytren nei soggetti non-bianchi.

### Accorciamento dell'intervallo QT
Il primidone ha anche altri effetti cardiovascolari oltre l'accorciamento dell'intervallo QT; infatti sia esso che il fenobarbital sono associati a elevati livelli sierici di omocisteina dopo carico orale di metionina. Questi sono quasi certamente legati ai bassi livelli di folati riscontrati nei pazienti utilizzatori di primidone. L'iperomocisteinemia è stata associata alla malattia coronarica. Nel 1985, entrambi i farmaci sono stati segnalati aumentare anche i livelli sierici di lipoproteine ad alta densità, colesterolo totale e apolipoproteine A e B.
Il primidone si è visto poter esacerbare la porfiria epatica fin dal 1975; nel 1981 è stato dimostrato che il fenobarbital, uno dei metaboliti del primidone, induce da solo, in vitro, un aumento significativo delle concentrazioni della porfirina. Possono anche manifestarsi aumenti di enzimi epatici come gamma-glutamil transferasi e fosfatasi alcalina.
Meno dell'1% degli utenti che usano il primidone sperimentano un'eruzione cutanea; questo dato è molto minore rispetto alla carbamazepina, alla lamotrigina e alla fenitoina. Il tasso è paragonabile a quella del felbamato, del vigabatrin e del topiramato. Il primidone può anche causare dermatite esfoliativa, sindrome di Stevens-Johnson e necrolisi epidermica tossica.

### Disturbi del metabolismo osseo

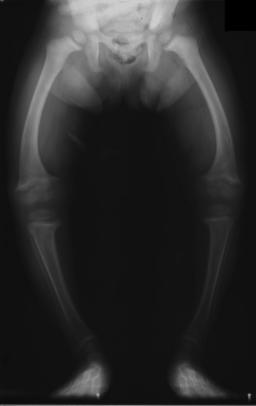
Radiografia degli arti inferiori in un caso di rachitismo

Il primidone, insieme a fenitoina e fenobarbital, è uno degli anticonvulsivanti più comunemente associato a malattie ossee come l'osteoporosi, osteopenia (che può precedere l'osteoporosi), osteomalacia e fratture. La popolazione a più alto rischio sono le persone istituzionalizzate, le donne in post-menopausa, gli uomini anziani, le persone che usano più di un anticonvulsivante e i bambini, che sono anche a rischio di rachitismo; tuttavia è stato suggerito come la demineralizzazione ossea nei giovani (25-44 anni di età) sia più marcata. In aggiunta, il primidone può causare artralgia.
Uno studio del 1987, condotto su persone istituzionalizzate, ha riscontrato che il tasso di osteomalacia nei soggetti che utilizzavano anticonvulsivanti era di uno su diciannove, mentre nessuna tra le trentasette persone che non li prendevano ha mostrato con una incidenza dissimile a quella prevista per gli anziani in generale. Gli autori hanno ipotizzato la possibilità di effetti ambientali come causa del fenomeno. In ogni caso, l'uso di più di un anticonvulsivante è stata associato a un aumento della prevalenza di malattia ossea nei pazienti istituzionalizzati con epilessia rispetto ai soggetti che non avevano epilessia.
Allo stesso modo, le donne in postmenopausa, assumendo farmaci anticonvulsivanti, hanno un maggior rischio di frattura rispetto alle loro coetanee non utilizzatrici di antiepilettici. Gli anticonvulsivanti possono incidere sulle ossa causando ipofosfatemia, ipocalcemia, bassi livelli di vitamina D e iperparatiroidismo. Gli altri anticonvulsivanti, in particolare la carbamazepina, il valproato e il clonazepam, possono anche contribuire a aumentare il rischio di fratture provocate dalla sonnolenza, dall'atassia e dal tremore.

### Alterazioni ematologiche
La granulocitopenia, l'agranulocitosi, l'ipoplasia e l'aplasia delle cellule della serie rossa e l'anemia megaroblastica sono, invece, raramente associate all'uso del primidone.
L'anemia megaloblastica è in realtà un gruppo di malattie correlate a cause diverse: i pazienti trattati tendono ad avere una dieta monotona priva di frutta e verdura. Questo effetto antagonista non è dovuto alla inibizione della diidrofolato reduttasi, l'enzima responsabile per la riduzione di acido diidrofolico ad acido tetraidrofolico, ma piuttosto a un difetto del metabolismo dei folati.
Il primidone, oltre ad aumentare il rischio di anemia megaroblastica come altri anticonvulsivanti, aumenta il rischio di difetti del tubo neurale (DNT), di difetti cardiovascolari e di labbro leporino con e senza palatoschisi.
Nelle donne con epilessia è generalmente consigliata l'assunzione di acido folico, ma vi sono prove contrastanti circa l'efficacia della supplementazione di vitamina nella prevenzione dei difetti del tubo neurale.
Inoltre, un difetto della coagulazione del sangue simile alla carenza di vitamina K è stato osservato in neonati di madri che assumono primidone. Per questo motivo, il primidone è un farmaco di categoria D. Il primidone inoltre, come fenobarbital e benzodiazepine, può anche causare sedazione del neonato alla nascita e nei primi giorni di vita, in misura minore rispetto al fenobarbital stesso.

### Disturbi psichiatrici
È stata riportata un'associazione tra l'uso di primidone e la depressione nei pazienti con epilessia. Il farmaco può anche essere causa di iperattività patologica nei bambini, specialmente con bassi livelli sierici.
È stato segnalato un solo caso la comparsa di schizofrenia catatonica quando la concentrazione sierica di primidone saliva oltre la normalità.

### Altri effetti collaterali
Il primidone è uno degli anticonvulsivanti, con carbamazepina, fenitoina e fenobarbital, che si associa alla sindrome da ipersensibilità da anticonvulsivanti. Questa sindrome consiste in febbre, rash, leucocitosi periferica, linfoadenopatia, e, occasionalmente, necrosi epatica. L'encefalopatia iperammoniemica è stata segnalata in un paziente operato per astrocitoma e trattato con primidone.
Uno studio randomizzato controllato ha rilevato che primidone è più probabilmente causa di impotenza di fenitoina, carbamazepina o fenobarbitale.
Come la fenitoina, il primidone è raramente associato a linfoadenopatia.

## Dosi terapeutiche
In Italia è in commercio in compresse da 250 mg.
- La dose ottimale va raggiunta gradualmente fino al completo controllo delle crisi.
- La dose massima non deve superare le 8 compresse/die negli adulti (2 gr).

Come nel caso altri barbiturici, l'interruzione brusca nell'assunzione del farmaco può causare il manifestarsi di crisi epilettiche.

### Sovradosaggio
La concentrazione tossica del primidone si ha quando si superano nel siero valori di concentrazione di 84 mmol/L, mentre diventa pericolosa per la vita se si superano i 225 mmol/L. Durante il trattamento andrebbero pertanto monitorati con regolarità il livelli plasmatici del farmaco, che sono compresi tra i 15–40 mg/mL per il metabolita attivo fenobarbital e tra i 10–15 mg/mL per il primidone.
Il sovradosaggio si può manifestare con depressione del SNC (dalla sonnolenza al coma), depressione respiratoria, shock e/o cristalluria. Il trattamento dell'overdose da primidone prevede: l'emoperfusione con una diuresi forzata, una combinazione di bemegride e aminofenazolo e in combinazione caffeina, strofantina, fenilenetetrazolo, penicillina e streptomicina.

## Gravidanza e allattamento
Le donne che assumono primidone, così come altri farmaci antiepilettici, possono assumere contraccettivi orali; tuttavia la loro efficacia è ridotta per via dell'aumentato metabolismo dovuto all'induzione enzimatica. La gravidanza è una controindicazione relativa all'uso del primidone; il controllo dell'epilessia ha la precedenza sul rischio teratogeno per via dell'alto rischio di aborto nel caso di accessi epilettici, soprattutto durante il parto. Il primidone è associato ad aumento degli episodi di vomito; è raccomandata l'integrazione della dieta con acido folico per ridurre il rischio di difetti del tubo neurale. Il neonato può andare incontro a sedazione durante il parto e a sintomi da dipendenza nei giorni successivi.  L'allattamento al seno andrebbe evitato, in quanto il farmaco viene escreto nel latte materno in discrete quantità.

## Interazioni
Il fenobarbital, metabolita del primidone, è un induttore enzimatico, pertanto l'efficacia di alcuni farmaci (anticoagulanti, steroidi surrenalici, doxiciclina, griseofulvina, contraccettivi orali, e anticonvulsivanti come la fenitoina) può essere ridotta per accelerazione progressiva del metabolismo degli stessi. Inoltre, i farmaci con azione depressiva sul sistema nervoso centrale, come l'alcol ed i barbiturici, possono potenziare l'effetto sedativo del primidone.
Il primidone diminuisce l'effetto terapeutico di:
- Anticoagulanti (Warfarin)
- Betabloccanti
- Estrogeni e contraccettivi ormonali
- Felodipina
- Nifedipina
- Doxiciclina
- Metronidazolo
- Corticosteroidi
- Griseofulvina
- Chinidina
- Teofillina
- Fentanyl
- Fluvoxamina
- Clozapina
- Olanzapina
- Antidepressivi triciclici
- Bosentan
- Celecoxib
- Dapsone
- Fluoxetina
- Glimepiride
- Glipizide
- Losartan
- Montelukast
- Nateglinide
- Paclitaxel
- Fenitoina
- Sulfamidici
- Trimetoprim
- Zafirlukast

Il primidone incrementa invece l'effetto terapeutico di:
- Carbamazepina
- Lamotrigina

I livelli serici di primidone aumentano nella somministrazione contemporanea di:
- Alcol (effetto additivo)
- Idantoina
- Acido valproico
- IMAO

I livelli serici di primidone diminuiscono invece nella somministrazione contemporanea di:
- Carbamazepina
- Isoniazide

## Linee guida
Le linee guida pubblicate che prevedono l'utilizzo del primidone sono:
- Donne epilettiche (pubblicata nel 2008)[119][120],
- Tremore (pubblicata nel 2005)[8],
- Monitoraggio di laboratorio (pubblicata nel 1998)[29].